# دكتور سليب (رواية)
دكتور سليب (بالإنجليزية: Doctor Sleep)‏ هي رواية رعب نُشرت في عام 2013 للكاتب الأمريكي ستيفن كينغ وهي تكملة لروايته «البريق» التي صدرت في عام 1977. وصل الكتاب إلى المركز الأول في قائمة نيويورك تايمز للكتب الأكثر مبيعاً. للطباعة والخيال الإليكتروني (مجتمعة). فاز دكتور سليب بجائزة برام ستوكر لعام 2013 لأفضل رواية.
حولت الرواية إلى فيلم يحمل نفس الاسم، صدر في الثامن نوفمبر عام 2019 في الولايات المتحدة.

## موضوع الرواية
في أعقاب أحداث رواية البريق، بعد الحصول على تسوية من أصحاب فندق أوفر لوك، يظل داني تورانس مصابًا بصدمة نفسية حيث تعافت والدته ويندي ببطء من جروحها. لا تزال الأشباح من أوفر لوك غاضبة بما في ذلك المرأة من الغرفة 237، والتي ترغب في العثور على داني لتستهلك في النهاية قوته الرائعة «المشرقة». يقوم ديك هالوران رئيس الطهاة في أوفر لوك، بتعليم داني كيفية إنشاء صناديق أقفال في ذهنه لاحتواء الأشباح، بما في ذلك شبح مالك الفندق السابق هوراس ديروينت.
بصفته شخصًا بالغًا، فإن داني (الذي يعرف الآن بـ دان) قد ورث عن والده الغضب وإدمان الكحول. أمضى دان سنوات طويلة في جميع أنحاء الولايات المتحدة، لكنه في النهاية شق طريقه إلى نيو هامبشاير وقرر التخلي عن الشرب. أستقر في بلدة فرايزير الصغيرة، عمل في البداية في منطقة جذب سياحي، ثم في دار ضيافة، وحضر اجتماعات مدمني الخمر دون الكشف عن اسمه. استعاد قدراته النفسية، التي قمعت منذ فترة طويلة بسبب شربه، مكنته من توفير الراحة للمرضى الذين يموتون. بمساعدة قطة «عزي»، التي يمكنها الشعور عندما يكون شخص ما على وشك الموت، يكتسب دان لقب «دكتور سليب».
في غضون ذلك، بدأت أبرا ستون، وهي طفلة ولدت في عام 2001، في إظهار قدراتها النفسية عندما تتنبأ فيما يبدو بهجمات الحادي عشر من سبتمبر. قامت ببطء وبدون قصد بتأسيس رابطة تخاطر مع دان. مع نموها، يصبح الاتصال أكثر وعياً وطوعاً، ويزداد لمعانها بريقاً. في إحدى الليالي، شهدت أبرا عقلياً تعذيب وقتل صبي على يد «عقدة حقيقية»، وهم مجموعة من شبه الخالدين، يمتلك الكثير منهم قدرات «تألق» خاصة بهم، يتجولون في جميع أنحاء الولايات المتحدة ويتغذون بشكل دوري على «البخار» ينتج عندما يموت الأشخاص الذين يمتلكون اللمعان بألم. يدرك زعيم العقدة الحقيقة روز ذا هات، وجود أبرا ويضع خطة لاختطافها وإبقائها على قيد الحياة، حتى يتمكن من إنتاج كمية لا حصر لها من البخار.
بدأ أعضاء العقدة الحقيقية بالموت بسبب الحصبة التي نُقلت لهم من الضحية الأخيرة، ولكنهم يعتقدون أن بخار أبرا يمكنه علاجهم. تطلب أبرا مساعدة دان، ويكشف عن علاقته بأبرا لوالدها ديفيد وطبيب العائلة جون دالتون. في البداية غضب وشكك دايفيد بالأمر، ثم بعد ذلك قرر تصديق دان ووافق على مواكبة خطته لإنقاذ أبرا. بمساعدة من بيلي فريمان، أحد أصدقاء دان، قاموا بإحباط وقتل غارة حزب أرسلها روز، بقيادة حبيب روز كرو دادي؛ ومع ذلك، أدرك دان أن روز سوف تلاحق أبرا بلا ملل من أجل الانتقام. قام دان بزيارة كونسيتا جدة أبرا، التي تحتضر من السرطان، ويعلم منها أنه هو ووالدة أبرا لوسي أخوة غير شقيقين من الأب نفسه جاك تورانس. بوفاة كونسيتا، يأخذها دان بخارها. وفي هذه الأثناء، يؤدي الخلاف في صفوف «العقدة الحقيقة» إلى جانب هوس روز بأبرا، إلى انفصال المجموعة، تاركًا روز مع عدد أقل من التابعين.
في أعقاب محاولة اختطاف أخرى أحبطتها أبرا بمساعدة توارد خواطر دان، قامت بإغراء روز بمواجهتها في الموقع الذي كان فيه فندق أوفرلوك في جبال الروكي في كولورادو، والذي هو الآن موطن لمخيم مملوك من قبل العقدة الحقيقية. سافر دان وبيلي إلى الموقع، بينما تساعدهم أبرا باستخدام إسقاطها النجمي. في الانتظار، أطلق دان البخار الذي قام بجمعه من كونسيتا إلى المجموعة المتبقية من أعضاء العقدة الحقيقة، مما أدى إلى مقتلهم جميعًا. ثم حرر شبح هوراس ديرونت لقتل آخر عضو، سايلنت ساري، في انتظار نصب كمين له ولأبرا، حارب الاثنان روز في صراع نفسي طويل. بمساعدة من بيلي وشبح والد دان، جاك تورانس، دفعوا روز خارج منصة المراقبة حتى توفت. قبل أن يغادر موقع المخيم، رأى دان أن والده يلوح له ليودعه، بعد أن وجد السلام أخيرًا.
في الخاتمة، يحتفل دان بمرور 15 عامًا على إقلاعه عن الإدمان ويحضر حفل عيد ميلاد أبرا الخامس عشر. يخبرها عن أنماط إدمان الكحول والسلوك العنيف الذي يسري في عائلته، ويحذرها من تكرار فعلته بالبدء في الشرب أو الخضوع للغضب. توافق أبرا على أنها ستحسن التصرف، لكن قبل أن يتمكنوا من إنهاء المحادثة، يتم استدعاء دان إلى دار العجزة، حيث كان يرافق زميله المحتضر الذي كان بينهم عداء في الماضي.

## الخلفية
وصف كينغ فكرة تكملة روايته لعام 1977 «البريق» في 19 نوفمبر 2009، خلال جولة ترويجية لروايته تحت القبة . خلال قراءة أدارها المخرج ديفيد كروننبرغ في مسرح كانون، قال كينج إن التتمة ستستكمل حياة شخصية من الأصل، داني تورانس، الآن في الأربعينيات من عمره، ويعيش في نيو هامبشاير حيث يعمل منظمًا في دار العجزة ويساعد المرضى الذين يعانون من مرض عضال على الموت وذلك بمساعدة قوى غير عادية. في وقت لاحق، في 1 كانون الأول (ديسمبر) 2009، قام كينغ بنشر استطلاعًا على موقعه الرسمي على الويب، حيث طلب من الزائرين التصويت لصالح أي كتاب يجب أن يكتبه بعد ذلك، دكتور سليب أو رواية دارك تاور التالية:
ذكرت مشروعين محتملين بينما كنت على الطريق، أحدهما كتاب جديد في منتصف العالم (ليس مباشرة عن رولان ديشان؛ ولكن نعم، هو وصديقه كوثبرت موجودون فيه، يصطادون رجل الجلد، وهي ما يطلق عليها ذئاب ضارية في تلك المملكة المفقودة) وتكملة لـ رواية البريق تسمى دكتور سليب.
انتهى التصويت في 31 ديسمبر 2009. فاز دكتور سليب في الانتخابات بـ 5,861 صوتا مقابل 5,812 صوت لصالح الرياح من خلال ثقب المفتاح.
في 23 سبتمبر2011، ستيفن كينغ تلقى جائزة ميسون في فصل الخريف لهذا الحدث الذي يخص الكتاب في جامعة جورج ميسون في فيرفاكس في فيرجينيا خلالها قراءة مقتطفات من دكتور سليب. كينغ انتهى من العمل على المسودة في أوائل تشرين الثاني / نوفمبر 2011. في 19 فبراير 2012، قرأ كينغ فصل البداية من دكتور سليب في مهررجان سافانا للكتاب في سافانا بولاية جورجيا. تحتوي الطبعة المسموعة من رواية كينغ لعام 2012 برج الظلام: الريح من خلال ثقب المفتاح، التي تم إصدارها في 24 أبريل 2012، على مقدمة الرواية التي قرأها المؤلف.
في مقابلة مع إنترتينمنت ويكلي ، كشف كينغ أنه استأجر الباحث روكي وود للعمل على الاستمرارية بين روايتي البريق ودكتور سليب.
القصة مستوحاة جزئيا من أوسكار، القط المعالج الذي يزعم أنه يتوقع وفاة المرضى الميئوس من شفائهم. كينغ قال: «قلت لنفسي: 'أريد أن أكتب قصة عن ذلك. ثم قمت بربطها مع داني تورانس كشخص بالغ يعمل المستشفيات. فكرت: 'هذا هو. سأكتب هذا الكتاب.' القط يجب أن يكون هناك. كان دائما يتطلب مني الأمر أن أجد شيئين للمضي. القط كان بمثابة نقله وداني كان المحرك.»

## منشور
يوم 8 مايو 2012, ستيفن كينغ أعلن من خلال موقعه الرسمي عن تاريخ نشر مؤقت في 15 يناير 2013، لرواية دكتور سليب. الكتاب كان متاح لمرحلة ما قبل الطلب في ذلك اليوم نفسه، وعدد صفحاته 544 و (ردمك 978-1-4516-9884-8). بيد أن التاريخ الدقيق تم إزالتها في اليوم التالي مع بيان أن تاريخ الإصدار الجديد قريباً، ونسخ ممرحلة ماقبل الطلب أزيلت. ستيفن كينغ لم يكن سعيداً بهذه المسودة من الرواية وشعر أنها في حاجة إلى الكثير من التحرير. في 18 سبتمبر 2012، أعلن تاريخ النشر أنه سيكون في 24 سبتمبر 2013 .
منشورات مقبرة الرقص نشرت أيضاً دكتور سليب في طبعة محدودة من ثلاثة إصدارات: طبعة هدية (محدودة من 1750 نسخة)، طبعة محدودة (تقتصر على 700 نسخة)، وطبعة بحروف (محدودة من 52 نسخة)، وقعت من قبل ستيفن كينغ والرسامين. في الأول من آذار / مارس 2013، الموقع الرسمي لستيفن كينغ كشف النقاب عن غلاف الكتاب.
تم الإعلان عن إصدار جامعي في أغسطس 2013 من قبل هودر وستوكتون للنشر في المملكة المتحدة، ويقتصر على 200 نسخة مرقمة، موقعة من قبل ستيفن كينغ.

## فلمًا مبنيًا على قصة كتابه
صدر فيلم سينمائي للرواية من كتابة وإخراج مايك فلاناغان وبطولة وإيوان ماكجريجور في 8 نوفمبر 2019.

## أنظر أيضًا
قصة خرافية